# Giugliano in Campania
Giugliano in Campania és un municipi italià, situat a la regió de Campània i a la Ciutat metropolitana de Nàpols. L'any 2006 tenia 110.065 habitants.